# Veliki Tabor
Veliki Tabor är en borg och museum i regionen Zagorje i norra Kroatien. Borgen ligger cirka 2 kilometer från staden Desinić och är ett populärt turistmål i centrala Kroatien.
De äldsta delarna av borgen är från 1100-talet och mellan 1927 och 1935 ägdes det av den kroatiska konstnären Oton Iveković. Sedan 2002 är Veliki Tabor också platsen för en årlig internationell filmfestival för kortfilmer.